# Aliartos

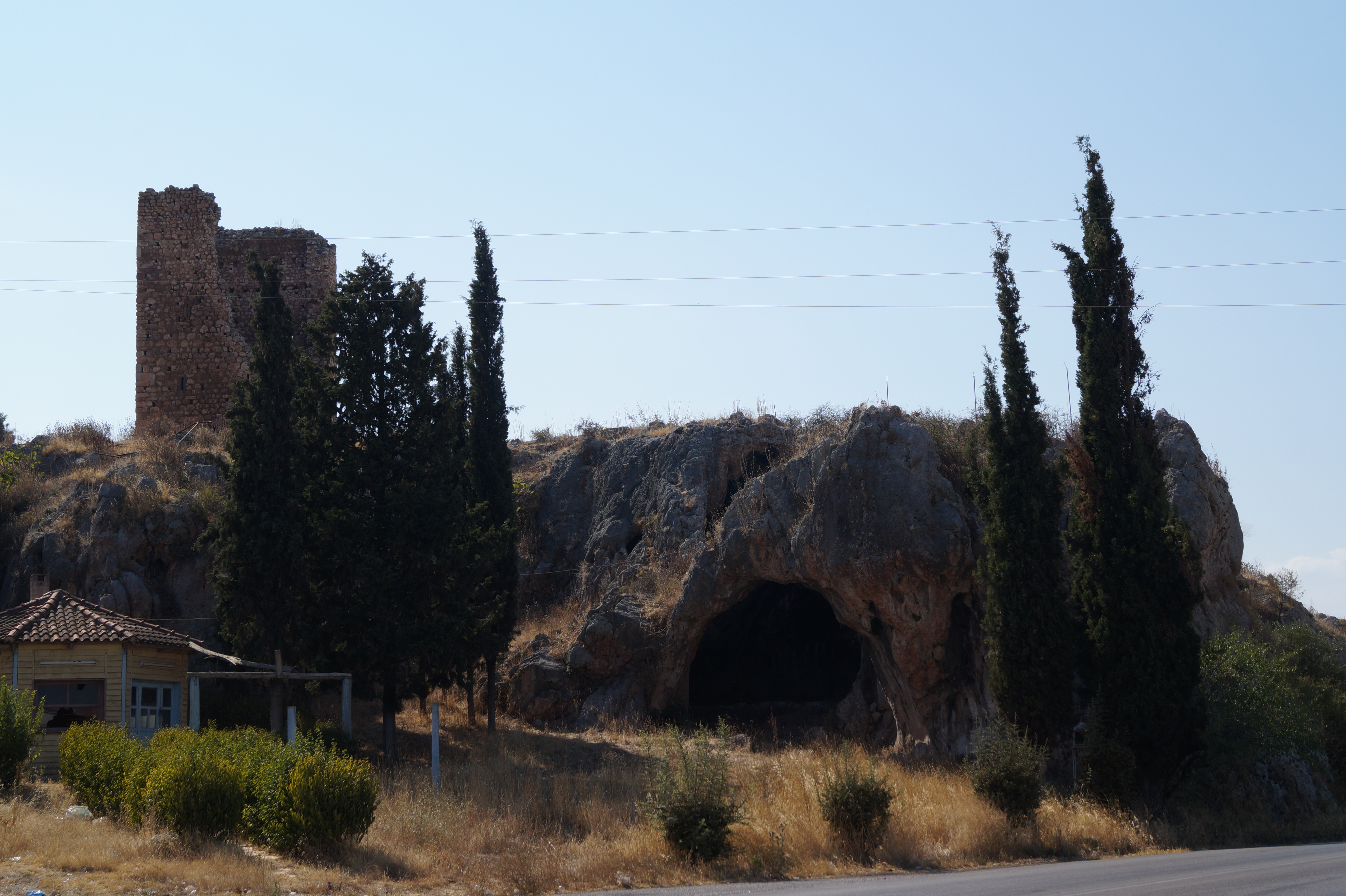
Höhle und mittelalterlicher Turm östlich von Aliartos

Aliartos (griechisch Αλίαρτος (f. sg.)) ist eine Stadt und Verwaltungssitz der Gemeinde Aliartos-Thespies im mittelgriechischen Regionalbezirk Böotien. Zusammen mit dem Ort Mazi (Μάζι (n. sg.)) bildet es den Stadtbezirk Aliartos (Δημοτική Κοινότητα Αλιάρτου Dimotikí Kinótita Aliártou) mit insgesamt 4847 Einwohnern (2011).

## Bevölkerung
| Jahr      | 1951  | 1961  | 1971  | 1981  | 1991  | 2001  | 2011  |
| Einwohner | 2.012 | 2.365 | 2.745 | 3.502 | 4.107 | 4.207 | 4.402 |

## Geschichte
Nach dem griechischen Befreiungskampf lagen an der Stelle des heutigen Aliartos die beiden Dörfer Mulki und Krimbas. 1835 wurde die Gemeinde in der die Dörfer lagen Aliartos genannt. Im 19. Jahrhundert hatte die englische Kopaisgesellschaft, die die Entwässerung Kopaïsees vornahm, ihren Sitz in Aliartos. 1919 wurde das Dorf Krimbas nach der antiken Stadt Haliartos in Aliartos umbenannt. Nach der Trockenlegung des Kopaïsees, die im Jahre 1930 abgeschlossen war, wurde Ackerland geschaffen und die Malaria zurückgedrängt und die Bevölkerungszahl nahm zu. 1951 wurde das Dorf jedoch aufgelöst. 1953 benannte man das Dorf Mulki, das 2 km westlich der antiken Stadt lag, in Aliartos um.

## Verkehr
Aliartos liegt mit einem Bahnhof an der Bahnstrecke Piräus–Thessaloniki.